# Сексуальные практики между женщинами

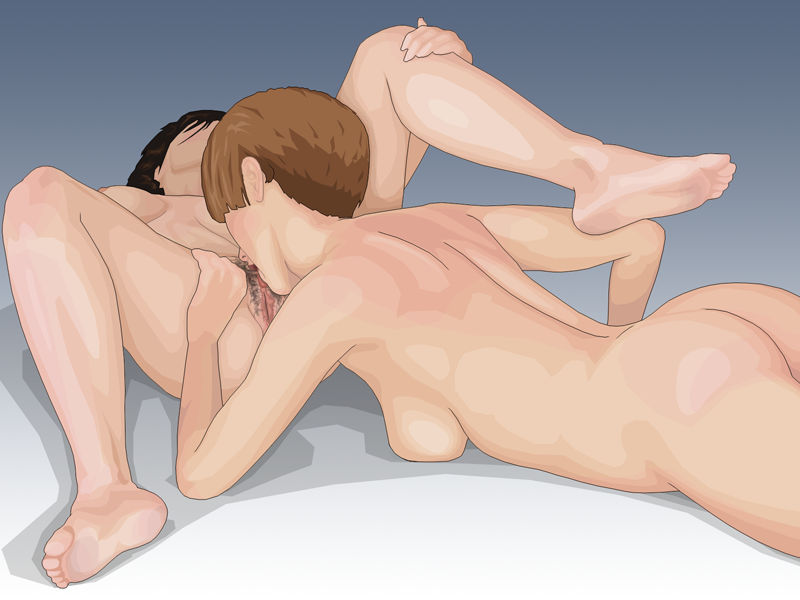
Куннилингус

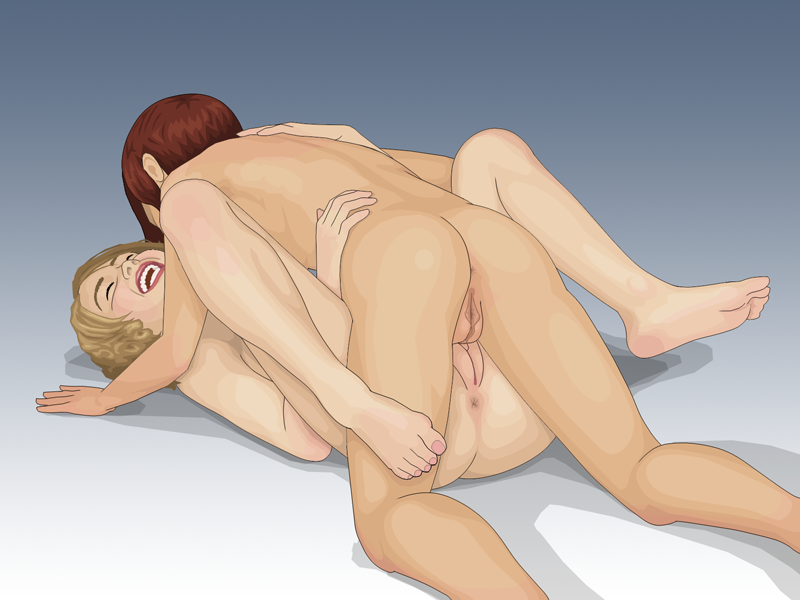
Трибадизм

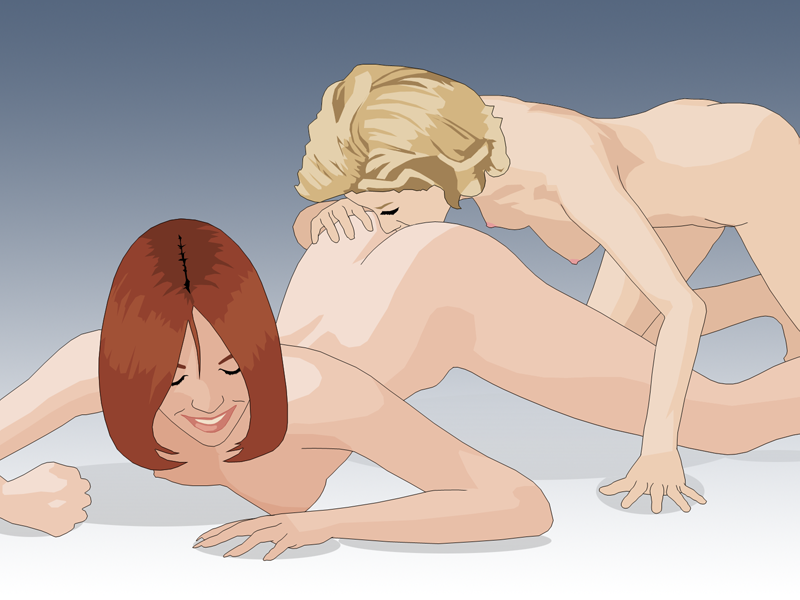
Анилингус

Сексуальные практики между женщинами  — сексуальная активность между женщинами. Участницы могут иметь гомосексуальную или бисексуальную ориентацию, хотя некоторые женщины предпочитают называть себя «женщинами, имеющими секс с женщинами» (ЖСЖ) без указания сексуальной идентификации.

## Способы
Лесбийская сексуальная активность может быть с проникновением и без проникновения. К таким действиям относятся: фингеринг (стимуляция пальцами; может быть как с проникновением, так и без), секс без проникновения, оральный секс (может быть как с проникновением, так и без), оральная стимуляция сосков или других эрогенных зон, а также различные сексуальные позиции. Более редко используется анилингус.
Для стимуляции вагины или ануса во время проникновения могут использоваться пальцы, язык, дилдо, страпон, другие сексуальные игрушки, иногда предметы БДСМ.

## Риски для здоровья
Во время сексуальных практик без проникновения риск обмена жидкостями обычно ниже, но всё же присутствует.
Исследования показали, что 30 % женщин, которые практикуют лесбийский секс, имели заболевания, передающиеся половым путём (ЗППП). Это не означает, что такие женщины подвергаются большему риску заболеть. Министерство здравоохранения Канады отмечает, что уровень заболеваемости ЗППП в различных группах женщин колеблется от 20 до 33 %. Американский университет обнаружил, что 60 % сексуально активных женщин болели в течение последних трёх лет.
ВИЧ может передаваться через жидкости организма, такие как кровь (в том числе и менструальная), вагинальные выделения и грудное молоко. Передача может произойти во время орального секса, если у женщины есть порезы или язвы во рту. ВИЧ также может передаваться проникающими сексуальными игрушками, если их использование вредит коже возле влагалища или ануса.